# ウダPAOマサアキ
ウダPAOまさあき(ウダパオマサアキ 1973年 - ）神奈川県横浜市出身のタトゥーアーティスト。
1991年より1996年までBMXプロライダーとして活躍。1993年より独学で自らの体に刺青を施す。以降96年プロライダー引退後、本格的にタトゥーアーティストとして生きることを決意。2002年に「Ink mastaa 80 Tattoo」独立開業した。2007年「Ink mastaa 80 Tattoo」を改名し、現在は、「Ink Mastaa EX Tattoo」として活動。
独自の目線で「個人の想い」を具現化するその遊び心溢れるデザイン手法は、まずクライアントを良く知る為に沢山の会話をし、クライアントとの会話や言葉の中から「材料探し」を始めると言う。近年では刺青業以外にロゴデザイン、アパレルデザイン、空間デザイン、歯笛奏者としての活動も行っている。
代表作にレゲエグループ「FIRE BALL」ロゴ＆CDジャケットデザイン、「横浜レゲエ祭」グッズデザイン、Mighty Crownアパレル「NINE RULAZ LINE」初期ロゴなどがある。

## 著書
- 『タトゥー・セラピー』 （河出書房新社、2009年）ISBN 978-4-309-90861-8